# Living Dub Vol. 4
Living Dub Vol. 4 – dwudziesty drugi album studyjny Burning Speara, jamajskiego wykonawcy muzyki reggae.
Płyta została wydana 4 maja 1999 roku przez amerykańską wytwórnię Heartbeat Records; w Europie ukazała się nakładem francuskiego labelu Musidisc Records. Znalazły się na niej zdubowane wersje piosenek z wydanego dwa lata wcześniej krążka Appointment With His Majesty. Miksu utworów dokonał w studiu Grove Recording w Ocho Rios Barry O'Hare. Produkcją nagrań zajęła się Sonia Rodney, żona artysty.

## Lista utworów
1. "Dub It Clean"
2. "Dub Appointment"
3. "First Time Dub"
4. "Physician Dub"
5. "Jah Dub"
6. "Dub Smart"
7. "Peaceful Dub"
8. "Dub African"
9. "My Island Dub"
10. "Music Dub"
11. "Loving Dub"